# Eustachio II di Boulogne
Eustachio di Boulogne detto dai Lunghi Mustacchi (in francese Eustache II dit aux Grenons (1020 circa – 1087 circa) fu conte di Boulogne dal 1049 fino alla sua morte.

## Origine
Secondo la Genealogica comitum Buloniensium, Eustachio era figlio primogenito del conte di Boulogne, Eustachio I e di Matilde di Lovanio (975-1018), figlia del duca della Bassa Lorena, Carlo (figlio del re di Francia carolingio, Luigi IV d'Oltremare).
Eustachio I di Boulogne era l'unico figlio del conte di Boulogne, Baldovino II e della moglie (come ci viene confermato dalle Europäische Stammtafeln, Vol. II, cap. 2 -non consultate-) Adelina d'Olanda, figlia del conte d'Olanda, Arnolfo d'Olanda (950-993), e Liutgarda di Lussemburgo (955-1003), sempre confermato dalle Europäische Stammtafeln, Vol. II, cap. 2 (non consultate).

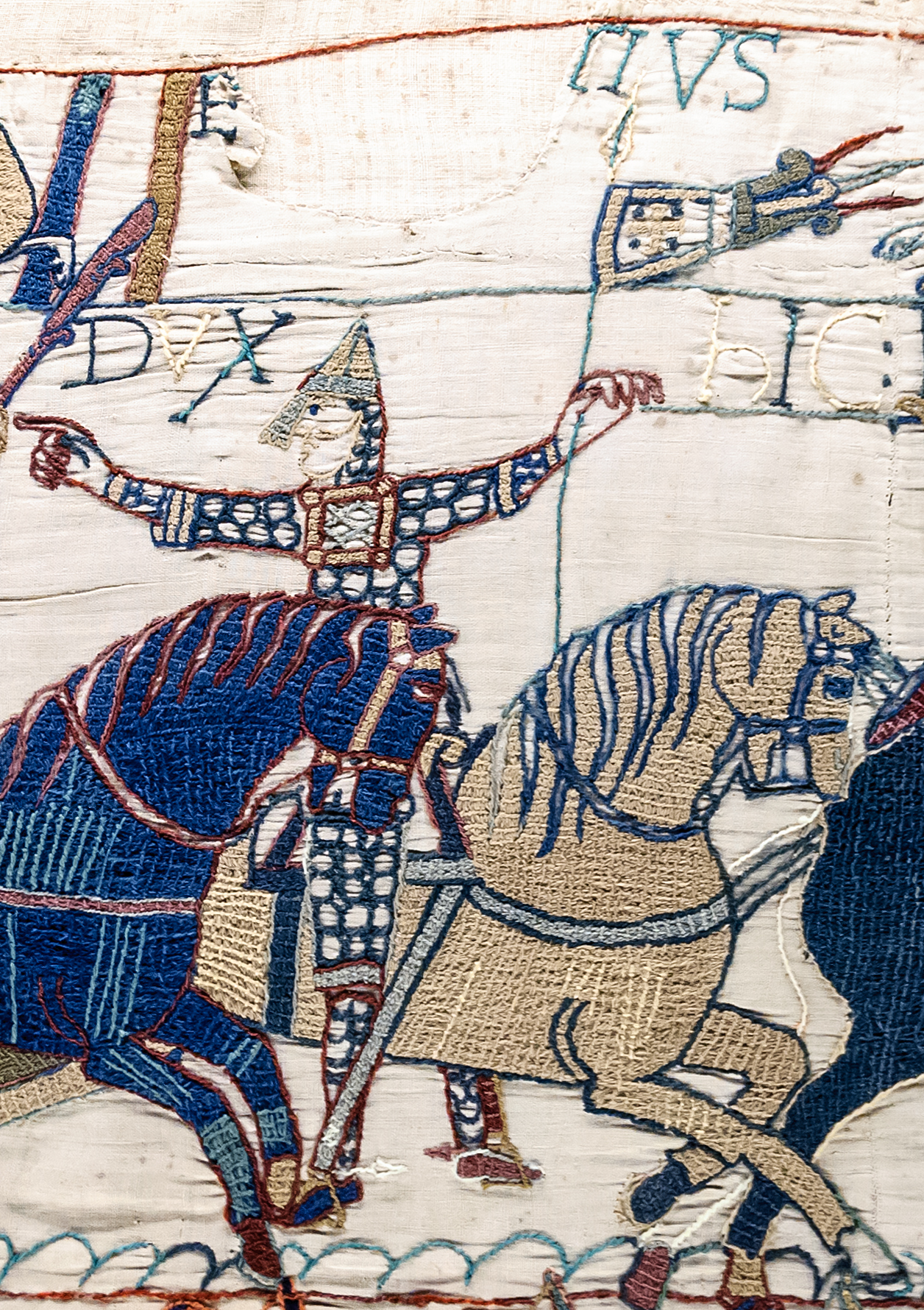
Eustachio II di Boulogne, rappresentato sull'Arazzo di Bayeux, è riconoscibile per i suoi baffi (moustaches). Il suo nome (EUSTATIVS), scritto sopra, appare parzialmente a causa di uno strappo dell'arazzo.

## Biografia
Verso il 1036, Eustachio sposò Goda d'Inghilterra (?-1049), la figlia del re d'Inghilterra, Etelredo II detto l'Inetto e sorella del re Edoardo il Confessore, come ci conferma il monaco e cronista inglese, Orderico Vitale, nel suo The ecclesiastical history of England and Normandy e, nell'occasione, ricevette dei feudi inglesi. A seguito di ciò la sua contea e la città di Boulogne cominciarono a prosperare grazie ai commerci tra Francia e Inghilterra che si concentrarono su Boulogne.
Eustachio, inoltre, cominciò a frequentare regolarmente la corte d'Inghilterra, dove però non simpatizza con il cancelliere, Godwin del Wessex. Secondo la Anglo-Saxon Chronicle Eustachio, nel 1048, andò a far visita al cognato, Edoardo il Confessore, e sulla via del ritorno, nelle vicinanze di Canterbury, fu assalito da alcuni cavalieri locali, ed Eustachio, con una parte del seguito, tornò da Edoardo a denunciare il fatto; Edoardo ordinò a suo suocero Godwin, conte di Wessex, di punire i responsabili, e di fronte al suo rifiuto lo esiliò dal regno
Suo padre, Eustachio I morì, nel 1049, e fu inumato a Samer.
Eustachio gli succedette nel titolo di conte di Boulogne come Eustachio II.
Eustachio (Eustachius comes) viene citato in due documenti degli Actes et documents anciens intéressant la Belgique: 
- nel primo, datato 1061, viene ricordato come uno degli autori di una donazione all'abbazia di Saint-Amand, avvenuta tra il 1049 ed il 1056[9];
- nel secondo, datato 1125, in cui il conte di Fiandra, Carlo I, conferma una proprietà a un'abbazia di Lilla, facendo riferimento che era una donazione del suo predecessore, Baldovino V, conte dal 1035 al 1067, citato con la moglie, Adele, Eustachio (Eustachio scilicet comite Bolonie) ed altri[10].

Vedovo di Goda, Eustachio, secondo la Genealogica comitum Buloniensium, si sposò, verso il 1050, in seconde nozze, con Ida di Verdun, che, secondo la Ex Vita B. Idæ Boloniensis Comitissæ, era la figlia femmina primogenita del duca dell'Alta Lorena (Lotaringia), conte di Verdun, margravio reggente di Toscana (assieme alla seconda moglie, Beatrice di Bar, dal 1054), duca della Bassa Lorena (Lotaringia) e margravio di Anversa, Goffredo III il Barbuto e della prima moglie, Doda (pater…Godefridus, mater vero ejus non minus egregia, Doda), che, secondo lo storico medievalista, Alan V. Murray, nel suo The crusader Kingdom of Jérusalem, A Dynastic History 1099-1125 (non consultato), era la figlia del conte di Rethel, Manasse II.
Nonostante il nuovo matrimonio, Eustachio continuò a mantenere stretti rapporti con la corte inglese. Nel 1052, ancora secondo la Anglo-Saxon Chronicle Eustachio, riuscì a stento a sfuggire a un'imboscata che gli era stata tesa a Dover, e chiese al suo ex cognato, Edoardo il Confessore, di catturare i colpevoli.
Nel 1056, secondo il documento n° XIV del Cartulaire de l'abbaye de Saint-Bertin fu tra testimoni di una concessione di un privilegio fatta all'abbazia di San Bertino dal conte di Fiandra e d' Artois, Baldovino V.
Eustachio II, nel 1066, fu tra coloro che risposero all'appello del duca di Normandia, Guglielmo il Bastardo, anche per la sua faida con la stirpe di Godwin, e fu al seguito di Guglielmo (divenuto il Conquistatore) nella conquista dell'Inghilterra, guidando personalmente le sue truppe e si distinse alla battaglia di Hastings, nella quale, secondo Orderico Vitale fu ferito gravemente, colpito tra le scapole, sanguinante dal naso e dalla bocca, fu tratto in salvo in pessime condizioni (quasi moribundus).
In seguito alla conquista dell'Inghilterra, ricevette da Guglielmo diversi feudi inglesi, tra le baronie più ricche, denominati the honour of Boulogne.
Nel 1067, tra marzo e dicembre, quando il fratellastro di Guglielmo, il vescovo di Bayeux, Oddone, era reggente del regno d'Inghilterra, in quanto Guglielmo era in Normandia a celebrare il suo trionfo, Eustachio cercò di togliere a Oddone la piazzaforte di Dover, ritenendo che Dover spettasse a lui e non al vescovo, da cui Oddone dovette respingerlo con la forza.
Al ritorno di Guglielmo, Eustachio, caduto in disgrazia, fu estromesso da tutti i suoi feudi inglesi. Ben presto però, riuscì a ritrovare un buon accordo con Guglielmo il Conquistatore, e li riottenne almeno in parte.
Eustachio II fu il primo conte di Boulogne a battere moneta.
Di Eustachio II non si conosce la data esatta della morte; morì, verso il 1087, e gli succedette nel titolo di conte di Boulogne e di tutti i feudi inglesi, il figlio maggiore Eustachio.

## Discendenza
Eustachio dalla prima moglie Goda non ebbe figli.
Mentre Eustachio da Ida ebbe tre figli:
- Eustachio[20] (ca. 1058 - dopo il 1125), conte di Boulogne con il nome di Eustachio III[20];
- Goffredo[20] (1060 - 1100), duca della Bassa Lorena, liberatore del Santo Sepolcro (Advocatus Sancti Sepulcri) con la prima crociata;
- Baldovino[20] (ca. 1063 - 1118), conte di Edessa, poi secondo monarca di Gerusalemme e primo ad averne il titolo di re dal 1100 alla morte.

Inoltre Eustachio ebbe due figli illegittimi:
- Guglielmo;
- Goffredo, signore di Carshalton, che partecipò alla prima crociata.

## Ascendenza
|                          |                                 |                          | Genitori                |  |  | Nonni |  |  | Bisnonni                |  |  | Trisnonni              |  |
|                          |                                 |                          |                         |  |  |       |  |  | Arnolfo III di Boulogne |  |  | Arnolfo II di Boulogne |  |
|                          |                                 |                          |                         |  |  |       |  |  | Arnolfo III di Boulogne |  |  | Arnolfo II di Boulogne |  |
|                          |                                 | …                        |                         |  |  |       |  |  | Arnolfo III di Boulogne |  |  |                        |  |
| Baldovino II di Boulogne |                                 |                          |                         |  |  |       |  |  | Arnolfo III di Boulogne |  |  |                        |  |
|                          |                                 | …                        | …                       |  |  |       |  |  |                         |  |  |                        |  |
|                          |                                 | …                        | …                       |  |  |       |  |  |                         |  |  |                        |  |
|                          |                                 | …                        | …                       |  |  |       |  |  |                         |  |  |                        |  |
| Eustachio I di Boulogne  |                                 | …                        |                         |  |  |       |  |  |                         |  |  |                        |  |
|                          |                                 | Arnolfo d'Olanda         | Teodorico II d'Olanda   |  |  |       |  |  |                         |  |  |                        |  |
|                          |                                 | Arnolfo d'Olanda         | Teodorico II d'Olanda   |  |  |       |  |  |                         |  |  |                        |  |
|                          |                                 | Arnolfo d'Olanda         | Hildegarda di Fiandra   |  |  |       |  |  |                         |  |  |                        |  |
| Adelina d'Olanda         |                                 | Arnolfo d'Olanda         |                         |  |  |       |  |  |                         |  |  |                        |  |
|                          |                                 | Liutgarda di Lussemburgo | Sigfrido di Lussemburgo |  |  |       |  |  |                         |  |  |                        |  |
|                          |                                 | Liutgarda di Lussemburgo | Sigfrido di Lussemburgo |  |  |       |  |  |                         |  |  |                        |  |
|                          |                                 | Liutgarda di Lussemburgo | Edvige di Nordgau       |  |  |       |  |  |                         |  |  |                        |  |
| Eustachio II di Boulogne |                                 | Liutgarda di Lussemburgo |                         |  |  |       |  |  |                         |  |  |                        |  |
|                          | Reginardo III, conte di Hainaut | Reginardo II di Hainaut  |                         |  |  |       |  |  |                         |  |  |                        |  |
|                          | Reginardo III, conte di Hainaut | Reginardo II di Hainaut  |                         |  |  |       |  |  |                         |  |  |                        |  |
|                          | Reginardo III, conte di Hainaut | …                        |                         |  |  |       |  |  |                         |  |  |                        |  |
| Lamberto I di Lovanio    | Reginardo III, conte di Hainaut |                          |                         |  |  |       |  |  |                         |  |  |                        |  |
|                          |                                 | Adele d'Alvernia         | …                       |  |  |       |  |  |                         |  |  |                        |  |
|                          |                                 | Adele d'Alvernia         | …                       |  |  |       |  |  |                         |  |  |                        |  |
|                          |                                 | Adele d'Alvernia         | …                       |  |  |       |  |  |                         |  |  |                        |  |
| Matilde di Lovanio       |                                 | Adele d'Alvernia         |                         |  |  |       |  |  |                         |  |  |                        |  |
|                          |                                 | Carlo I di Lorena        | Luigi IV di Francia     |  |  |       |  |  |                         |  |  |                        |  |
|                          |                                 | Carlo I di Lorena        | Luigi IV di Francia     |  |  |       |  |  |                         |  |  |                        |  |
|                          |                                 | Carlo I di Lorena        | Gerberga di Sassonia    |  |  |       |  |  |                         |  |  |                        |  |
| Gerberga di Lorena       |                                 | Carlo I di Lorena        |                         |  |  |       |  |  |                         |  |  |                        |  |
|                          |                                 | Adelaide di Troyes       | Roberto di Vermandois   |  |  |       |  |  |                         |  |  |                        |  |
|                          |                                 | Adelaide di Troyes       | Roberto di Vermandois   |  |  |       |  |  |                         |  |  |                        |  |
|                          |                                 | Adelaide di Troyes       | …                       |  |  |       |  |  |                         |  |  |                        |  |
|                          |                                 | Adelaide di Troyes       |                         |  |  |       |  |  |                         |  |  |                        |  |

### Fonti primarie
- (LA)  Cartulaire de l'abbaye de Saint-Bertin.
- (LA)  Monumenta Germaniae Historica, Scriptores, tomus IX.
- (LA)  Orderici Vitalis Historiæ Ecclesiasticæ, vol. II.
- (LA)  Actes et documents anciens intéressant la Belgique.
- (LA)  The Anglo-Saxon Chronicle.
- (LA)  Recueil des historiens des Gaules et de la France. Tome 14.
- (EN)  The ecclesiastical history of England and Normandy, vol. II.

### Letteratura storiografica
- William John Corbett, "L'evoluzione del ducato di Normandia e la conquista normanna dell'inghilterra", cap. I, vol. VI (Declino dell'impero e del papato e sviluppo degli stati nazionali) della Storia del Mondo Medievale, 1999, pp. 5–55.
- William John Corbett, "Inghilterra, 1087-1154", cap. II, vol. VI (Declino dell'impero e del papato e sviluppo degli stati nazionali) della Storia del Mondo Medievale, 1999, pp. 56–98.